# St Mary Bourne
St Mary Bourne – wieś w Anglii, w hrabstwie Hampshire, w dystrykcie Basingstoke and Deane. Leży 21 km na północ od miasta Winchester i 93 km na zachód od Londynu. W 2001 miejscowość liczyła 1226 mieszkańców.